# باربارا بوديكون
باربرا بوديكون سميث (بالإنجليزية: Barbara Bodichon)‏ (8 نيسان/أبريل 1827 - 11 حزيران/يونيه 1890) مربية إنجليزية وفنانة وناشطة في ميدان حقوق المرأة. برزت في منتصف القرن التاسع عشر. مربية في تعليم اللغة الإنجليزية وفنانة، وناشطة رائدة في الحركة النسوية وحقوق المرأة في منتصف القرن التاسع عشر. نشرت ملخصًا موجزًا وفعالًا لقوانين إنجلترا التي تُعنى بالمرأة في عام 1854. وشاركت في تأسيس مجلة المرأة الإنجليزية في عام 1858.

## العائلة والتنشئة
وُلدت باربارا بوديكون لأمها آن لونجدين نتيجة علاقة خارج إطار الزوجية، وكانت والدتها صانعة قبعات من ألفريتون، والدها السياسي بنيامين (بن) لي سميث (من مواليد 1783 - 1860) وهو الابن الوحيد لويليام سميث الذي كان مؤيّدًا متطرفًا لمبدأ إبطال الاسترقاق. وكان لبنيامين أربع أخوات. الأولى فرانسيس (فاني) سميث التي تزوجت ويليام نايتنجيل وأنجبت طفلة سُمّيت فلورنسا والتي كانت ممرضة وخبيرة في الإحصاء. وأخرى سُميت جوانا ماريا والتي تزوجت من عضو البرلمان جون بونهام كارتر (1788 - 1838) وأسّسوا عائلة بونهام كارتر. وأراد والد بن أن يتزوج من ماري شور شقيقة ويليام نايتنجيل التي كانت قريبتهم بالزواج (أخت الصهر).
كان بين سميث يقيم في منزل في ماريليبون في لندن ولكنه ورث واشترى أملاكًا بالقرب من بلدة هاستينجز اشتملت على مزرعة براون القريبة من روبيرتس بريدج، ومنزلًا بُني حوالي عام 1700 لا يزال قائمًا، ومزرعة كروهام في ويستفيلد والتي شملت 200 فدان (حوالي 0.81 كيلومتر مربع). وكان لسميث وجهات نظر متطرفة رغم كونه عضوًا في طبقة النبلاء. وكان منشقًا وتوحيديًا ومؤيّدًا للتجارة الحرة ومُحسنًا للفقراء. وقد تحمّل كلفة بناء مدرسة للفقراء في وسط المدينة عند ساحة فنسنت في ويستمينستر، كان يدفع بنسًا واحدًا كل أسبوع مقابل رسوم كل طفل، وهو المبلغ نفسه الذي كان يدفعه آباؤهم.
وفي زيارة لأخته في ديربيشاير عام 1826 التقى سميث بآن لونجدين. التي حملت منه ثم أخذها إلى جنوب إنجلترا، وأقاموا في بيت مستأجر في واتلينجون، وهي قرية صغيرة قرب باتل في شرق ساسكس. حيث عاشت هناك بلقب «السيدة لي» وهو لقب متعارف عليه لعلاقات بن سميث على مقربة من جزيرة وايت. وقد أحدثت ولادة باربارا فضيحة بسبب عدم زواج الزوجين. إنجاب الطفلة غير الشرعي جلب وصمة عار اجتماعية ثقيلة. وكان يخرج سميث من مزرعة براون متجهًا لزيارتهم يوميًا، وخلال ثمانية أسابيع حملت آن مرة أخرى. عندما وُلد ابنهم بن ذهب الأربعة إلى أمريكا وبقوا لمدة عامين وخلال ذلك الوقت كانت قد حملت بطفل آخر.
عاشوا معًا بشكل علني عند عودتهم إلى ساسكس في مزرعة براون وأنجبا طفلين آخرين. وأصيبت آن بمرض السل بعد ولادة طفلها الأخير في عام 1833. استأجر سميث في بيلهام كريسنت في هاستينجز التي كانت مواجهة للبحر، وكانت خواص هواء البحر الصحية تحظى بتقدير كبير في ذلك الوقت. ووُظفت هانا ووكر كامرأة مقيمة لرعاية الأطفال. ولكن آن لم تتعافَ لذلك أخذها سميث إلى بلدة رايد في جزيرة وايت، حيث توفيت في عام 1834.

## حياتها

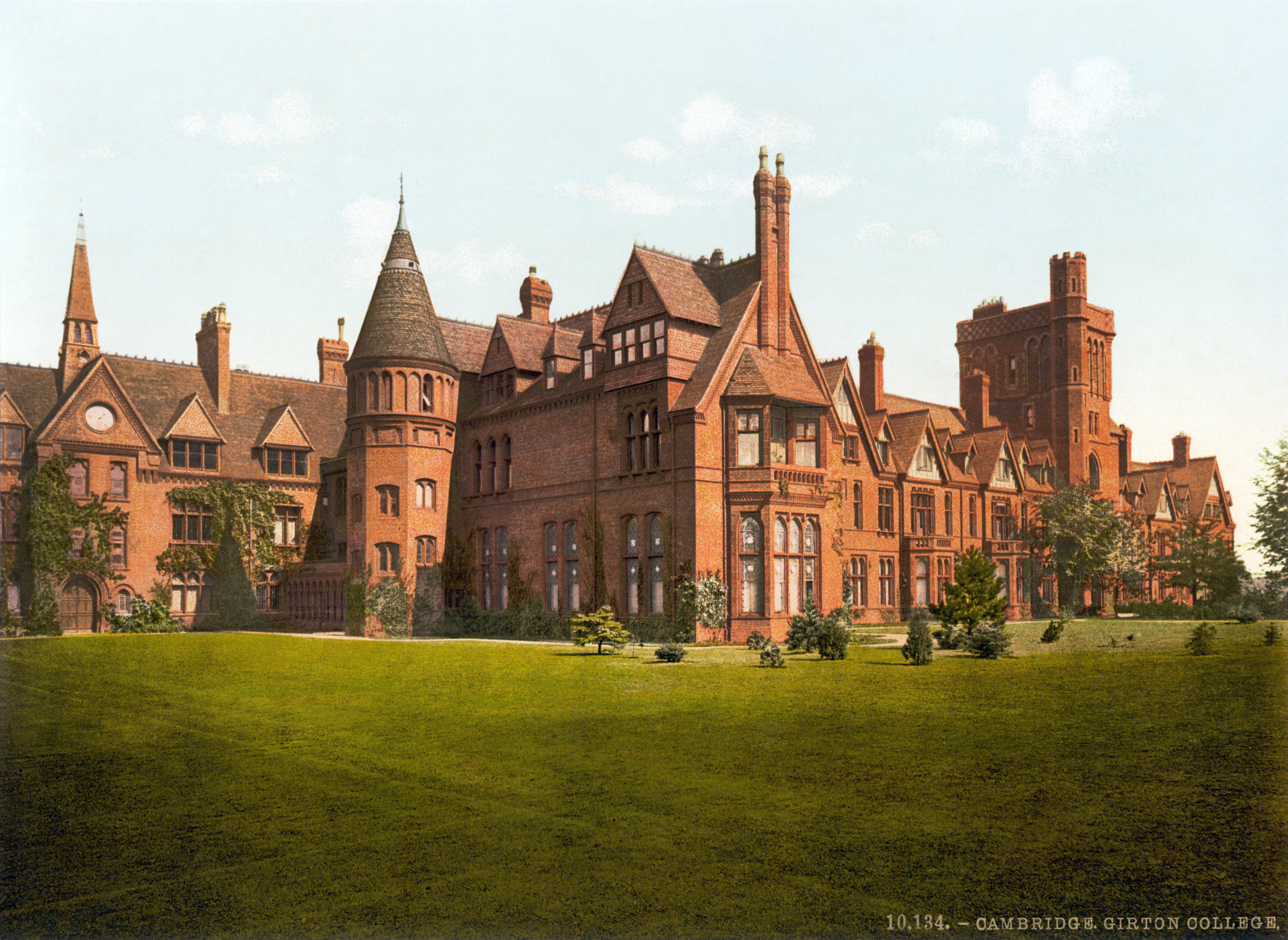
كلية جيرتون، كامبريدج، إنجلترا، 1890

أظهرت باربارا قوة في الشخصية وتعاطفًا كبيرًا في وقت مبكر من حياتها وهذا ما أكسبها مكانة بارزة بين الإنسانيين والعاملين الاجتماعيين. وبدأت هي ومجموعة من أصدقائها من لندن بالاجتماع بانتظام في خمسينيات القرن التاسع عشر لمناقشة حقوق المرأة وأصبحن يُعرفن بـ «سيدات بلدة لانجهام». وأصبحت واحدة من أولى الحركات النسائية المنظمة في بريطانيا. وتابعن بقوة العديد من القضايا، بما في ذلك لجنة ممتلكات النساء المتزوجات. ونشرت ملخصًا موجزًا لقوانين إنجلترا التي تُعنى بالمرأة في عام 1854، والذي كان مفيدًا في إقرار قانون ملكية المرأة المتزوجة رقم 1882. وخلال هذه الفترة أصبحت صديقة حميمة للفنانة آن ماري هاويت والتي شاركت معها مرات عديدة.
تزوجت من عالم الفيزياء الفرنسي البارز الدكتور يوجين بوديكون عام 1857، ومع أنهم أمضوا فصل الشتاء لسنوات عديدة في الجزائر، إلا أنها استمرت في قيادة الحركات التي بادرت بها بالنيابة عن المرأة الإنجليزية. وأنشأت مجلة المرأة الإنجليزية عام 1858 والتي هي عبارة عن هيئة لمناقشة قضايا العمالة والمساواة والتي تتعلق مباشرة بالمرأة، لا سيما العمالة الصناعية اليدوية أو الفكرية وتوفير فرص العمل وإصلاح القوانين المتعلقة بالجنسين.
وبالتعاون مع إميلي ديفيز ابتكرت خطة لتوسيع نطاق التعليم الجامعي ليشمل النساء في عام 1866. وتطورت أول تجربة صغيرة في هيتشين في ذلك الوقت لتصبح كلية جيرتون في كامبريج والتي أعطتها بسخاء من وقتها ومالها. كانت بوديكون توحيدية وكتبت عن ثيودور باركر: «لقد صلى للخالق، إن الأم الأبدية لنا جميعًا (استخدمت الأم دائمًا بدلًا من الأب في هذه الصلاة) وكانت صلاة لم أسمع لها مثيل في حياتي والتي كانت الأحق لروحي الفردية».
ورغم كل اهتماماتها العامة، وجدت وقتًا للمجتمع وفن الرسم المفضل لديها. ودرست وتدربت على يد وليام هولمان هانت، وأظهرت ألوانها المائية أصالة كبيرة وموهبة عند عرضها في الصالون وفي الأكاديمية الملكية وأماكن أخرى، وحازت على إعجاب كوروت ودوبييني. وشمل صالونها في لندن العديد من المشاهير الأدبيين والفنيين في يومها. وكانت صديقة جورج إليوت الحميمية، وبمرافقتها كانت أول من عرف بتأليف «آدم بيدي».
طرحت باربارا بوديكون فكرة إجراء إصلاح برلماني بهدف الوصول إلى حق النساء في التصويت بمساعدة كل من جيسي بوشريت وهيلين تايلور.
يُقال إن مظهرها الشخصي وُصف في الرواية التاريخية رومولا. وتوفيت بويكون في روبرتس سبريدج في ساسكس وذلك في تاريخ 11 يونيو عام 1891.

## التعليم والنشاطات
كانت رائدة في اللغة الإنجليزية في حركات التعليم والحقوق السياسية للمرأة في الثمانينيات. وكان اسم بوديكون قبل الزواج سميث وأصبح اسمها باربارا بوديكون بعد زواجها من عالم الفيزياء الفرنسي يوجين بوديكون عام 1857، ولكن زواجها لم يُثنِها عن مواصلة حملاتها من أجل حقوق المرأة في التعليم.
درست بوديكون في كلية بيدفورت للسيدات التي تأسست في لندن في إنجلترا عام 1829. وهناك حصلت على فرصة للعمل كفنانة احترافية بدلًا من عملها كمدرّبة. أتت بوديكون من عائلة ليبرالية توحيدية ذات دخل خاص وثروة مستقلة أعطت بوديكون مزيدًا من الحرية لتترعرع كفنانة. بعد دخولها لكلية بيدفورد في عام 1852، افتتحت وطورت مدرسة بورتمان هول في بادينغتون بالاشتراك مع إليزابيث وايتهيد.
نشرت بوديكون ملخصًا موجزًا بلغة واضحة لأهم القوانين التي تُعنى بالمرأة في عام 1854، والذي كان ضروريًا لإصدار قانون الملكية للمرأة المتزوجة. وطرحت بالاشتراك مع إميلي ديفيز فكرة التعليم الجامعي للنساء في عام 1866 وكانت قادرة على إجراء أول تجربة في الكلية في مدينة هيتشين. والتي تطورت لتصبح كلية جيرتون التي أصبحت بوديكون راعيةً مخصصةً لها. كانت بوديكون تدرس تحت يد الفنان الإنجليزي ويليام هنري هنت لتطوير مهاراتها في الألوان المائية.
انتمت بوديكون إلى حلقة بلدة لانجهام، وهي عبارة عن مجموعة من الفنانات الرائدات في التفكير الصاعد واللاتي طوّرن مجلة المرأة الإنجليزية. ناضلت هذه المجموعة من أجل تعليم المرأة وتوظيفها وحقوق الملكية وحقها في الاقتراع خلال الخمسينيات. وقّعت بوديكون إلى جانب العديد من الفنانات بما فيهن إليزا فوكس ومارغريت جيليس وإيميلي أوسبورن على عريضة تطالب بإتاحة وصول المرأة لمدرسة الأكاديمية الملكية في عام 1859. ولكن طلبهن رُفض مصرحين بأن ذلك يتطلب من الأكاديمية الملكية تطوير صفوف معيشة منفصلة. وقدمت لورا هيرفورد -وهي واحدة من الفنانات المناضلات من أجل إتاحة الوصول- طلبًا بالانضمام إلى مدرسة الأكاديمية الملكية في عام 1860 باستخدام الأحرف من اسمها فقط. وقُبلت ما أدى إلى إحراج الأكاديمية. وسُمح لها بالتسجيل ثم قُبلت المزيد من الفنانات تدريجيًا في السنوات اللاحقة.

## ترميم قبرها
ساعدت إيرين بيكر وليزلي أبديلا في عام 2007 على ترميم قبر باربارا بوديكون في فناء الكنيسة في قرية برايتلينج شرق ساسكس على بعد 50 ميلًا تقريبًا (80 كم) من لندن. وقد كان في حالة يرثى لها حيث كان السور صدئًا ومتفتتًا ونقش القبر يقرأ بصعوبة. أصدر المؤرخ جوديث روبرتهام في جامعة نوتنجهام ترنت نداء مناشدة للتمويل بهدف ترميم القبر والمناطق المحيطة به. وجمعت هذه المناشدة حوالي 1000 جنيه إسترليني. نُسف السور بالرمال وأُعيد طلاؤه ونُظف الضريح الغرانيتي بعد ذلك.

## إحياء ذكراها
كشفت البارونة هيل رئيسة المحكمة العليا النقاب عما سُمّي باللوحة الزرقاء في كلية جيرتون لإحياء ذكرى مؤسسيها باربارا بوديكون وإيميلي ديفيز كجزء من احتفالات الكلية بالذكرى المئة والخمسين وذلك في تاريخ 30 يونيو عام 2019. وتقع هذه اللوحة على البرج الرئيسي عند مدخل كلية جيرتون قبالة طريق هانتينغدون.

## روابط خارجية
- باربارا بوديكون على موقع الموسوعة البريطانية (الإنجليزية)